# Werner Resel

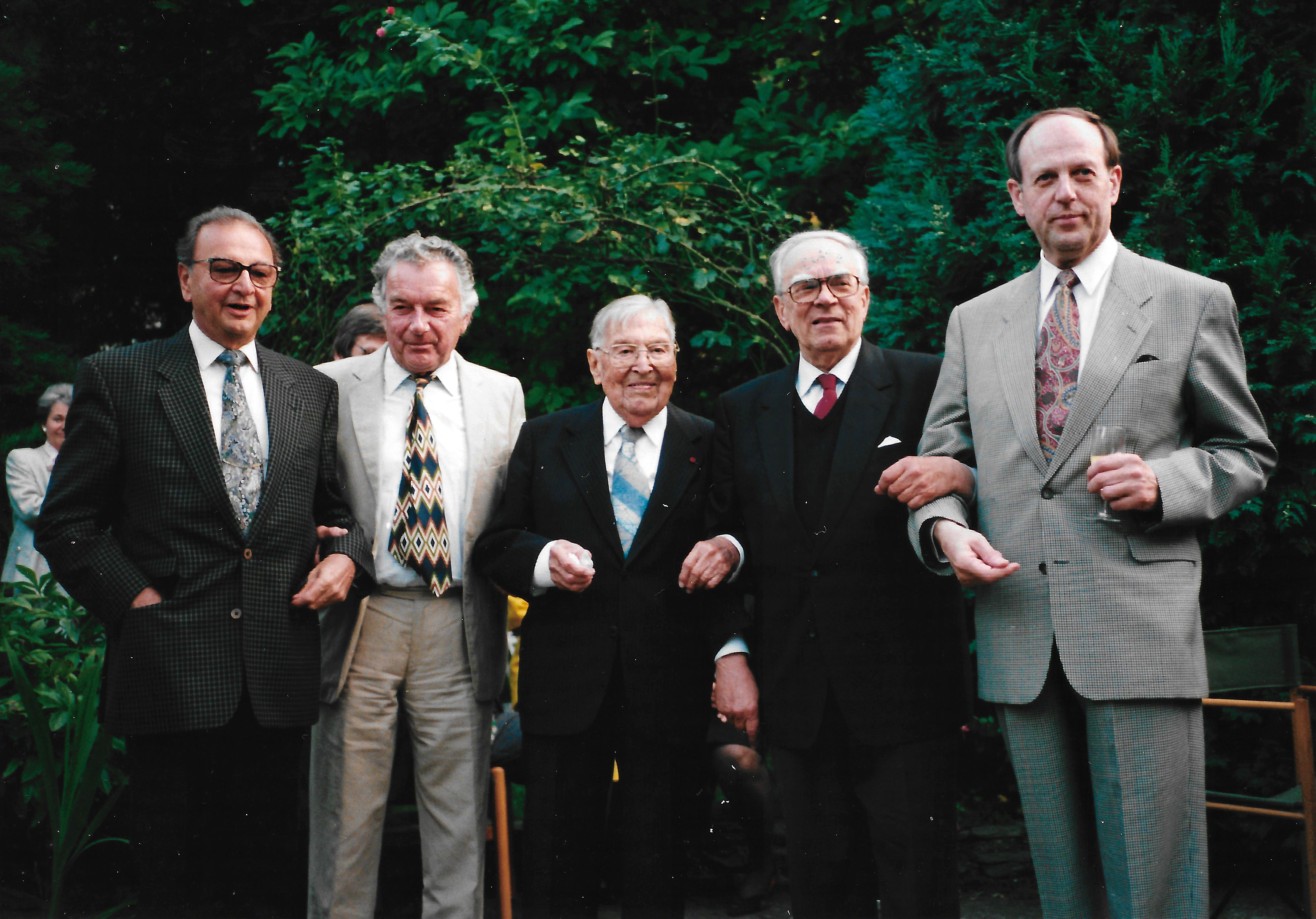
Werner Resel (1. von rechts)

Werner Resel (* 22. Juni 1935 in Essen) ist ein Cellist. Er war von 1987 bis 1997 Vorstand der Wiener Philharmoniker.

## Leben
Werner Resel studierte ab 1949 bei Richard Krotschak an der Wiener Musikakademie Cello. Von 1955 bis 1959 war er Solocellist des Tonkünstler-Orchesters Niederösterreich.
1959 gründeten Walter Weller, Josef Kondor, Helmut Weis und Werner Resel das Weller-Quartett. 1959 wurde Werner Resel Mitglied des Wiener Staatsopernorchesters und 1962 Mitglied der Wiener Philharmoniker, deren Geschäftsführer er von 1982 bis 1986 war. 1987 folgte er Alfred Altenburger (* 1927) als Vorstand der Wiener Philharmoniker nach, 1997 löste ihn Clemens Hellsberg in dieser Funktion ab. 2006 ging er als Cellist der Wiener Philharmoniker in Pension.
Werner Resel ist Vizepräsident der Johann Strauss-Gesellschaft Wien. 1995 war er in der ORF-Sendung Phettbergs Nette Leit Show zu Gast.

## Diskografie (Auswahl)
- Weller Quartet: Kammermusik Für Waldhorn Und Streicher, Amadeo
- Chamber Music Of The Late 18th Century, Mace Records 1970
- Franz Schmidt: Quintette, Preiser Records 1964

## Auszeichnungen
- 1992: Wiener Ehrenmedaille in Gold[5]
- 1993: Goldene Ehrenmedaille der Johann Strauss-Gesellschaft Wien[1]
- 1995: Österreichisches Ehrenkreuz für Wissenschaft und Kunst I. Klasse[5]
- 2001: Doyen und Ehrenmitglied der Wiener Staatsoper[1][4][6][7]
- Berufstitel Professor[1]